# ロジャイェ
ロジャイェ（モンテネグロ語：Rožaje / Рожаје）は、モンテネグロ北東部の町、およびそれを中心としたオプシュティナ（基礎自治体）である。2003年国勢調査の時点で、自治体の人口は22,693人、町の人口は9121人であった。
サンジャク地方に位置し、ボシュニャク人やムスリム人を自認するムスリムの住民が多く住む。

## 歴史
ロジャイェが歴史上に初めて登場するのは、1571年から1585年にかけてのことである。1797年には、クチ氏族に属し、オスマン帝国を支持するムスリムによって、帝国の防衛のためガニチの塔が築かれた。バルカン戦争後の1912年にモンテネグロ領に編入される。ボスニア・ヘルツェゴビナ紛争中の1992年には、ボスニア・ヘルツェゴビナのフォチャからボシュニャク人が逃れこんできた。また、コソボ紛争中の1999年にも1000人ほどのアルバニア人がロジャイェの南に住み着いた。

## 人口
ロジャイェ自治体の人口は2万2693人であり、うち9121人がロジャイェの町に暮らす。また、モンテネグロにおけるボシュニャク人の中心都市とも見做されており、総人口の過半数を占める。
人口推移
- 1981年3月3日 - 7336人
- 1991年3月3日 - 8828人
- 2003年11月1日 - 9121人

### 人口構成
2003年のモンテネグロの国勢調査によると、ロジャイェ自治体の民族別の人口構成は以下の通りである。
- ボシュニャク人 - 18,628人（82.08%）
- ムスリム人- 1,510人（6.65%）
- アルバニア人 - 1,008人（4.44%）
- セルビア人 - 904人（3.98%）
- モンテネグロ人 - 440人（1.93%）
- 民族自認を特定せず - 53人（0.23%）
- その他 - 150人（0.69%）

## 交通
モンテネグロとセルビアとを結ぶ幹線道路、ロジャイェ＝クラ＝ペーチ道に面し、ノヴィ・パザルやセルビア中央部と繋がっている。また、30kmほどの所に位置するモンテネグロのベラネとも2車線の幹線道路が通っている。
ポドゴリツァ空港とは180kmほどの距離がある。